# Kumantan
Kumantan is een bestuurslaag in het regentschap Kampar van de provincie Riau, Indonesië. Kumantan telt 4435 inwoners (volkstelling 2010).